# Igreja de Dura Europo
A Igreja de Dura Europo é a mais antiga casa de oração cristã cujo local se encontra identificado, e uma das primeiras igrejas cristãs de que há registo. Situa-se em Dura Europo, na atual Síria, e aparenta ter sido uma habitação comum que foi convertida em casa de oração, a qual funcionou entre os anos 233 e 256, até à cidade ser abandonada depois da conquista dos Persas. É de menor dimensão e apresenta menos riqueza decorativa em relação à Sinagoga de Dura Europo, bastante próxima.

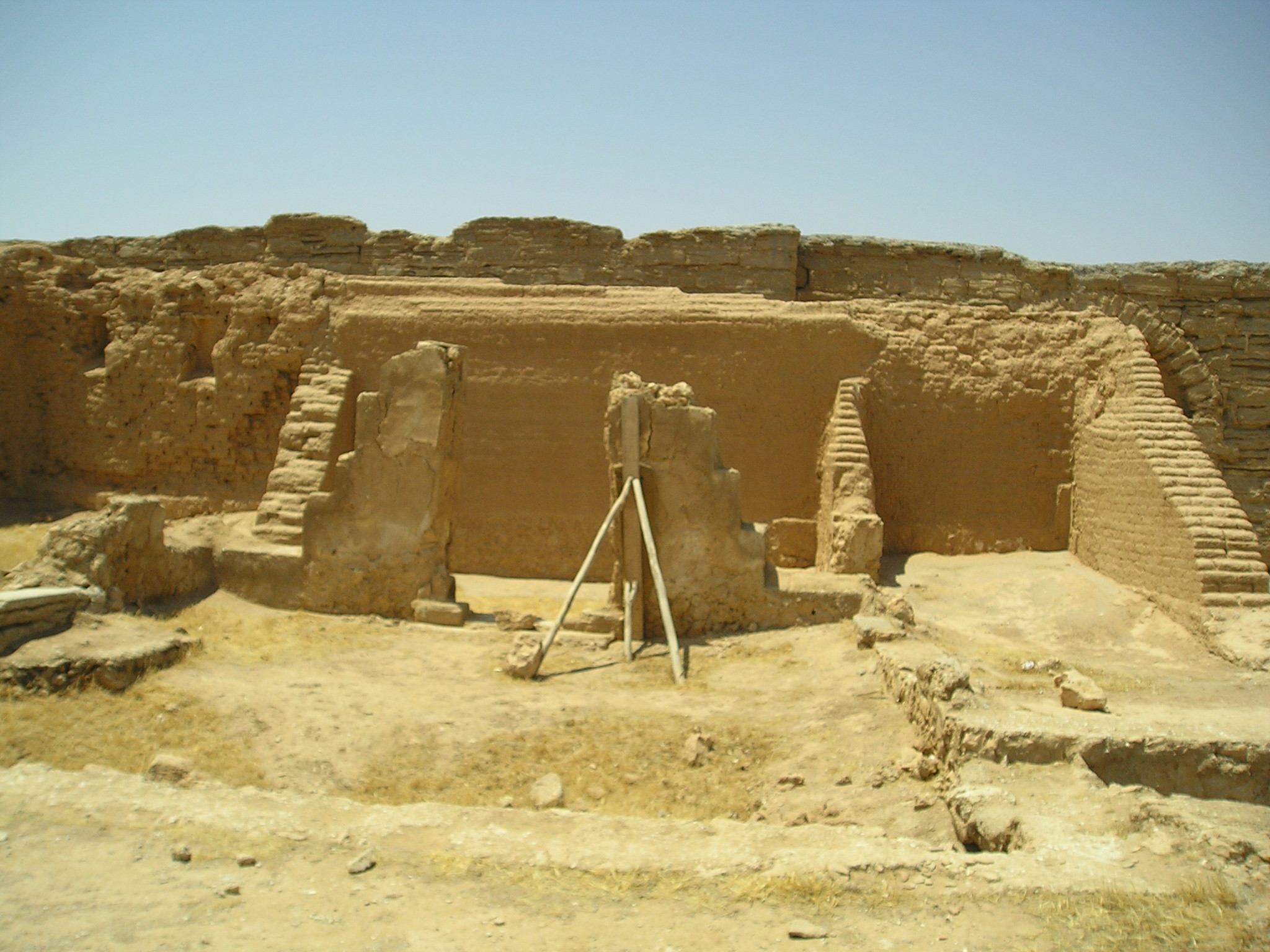
Ruínas do edifício, observando-se do lado direito a área da capela.
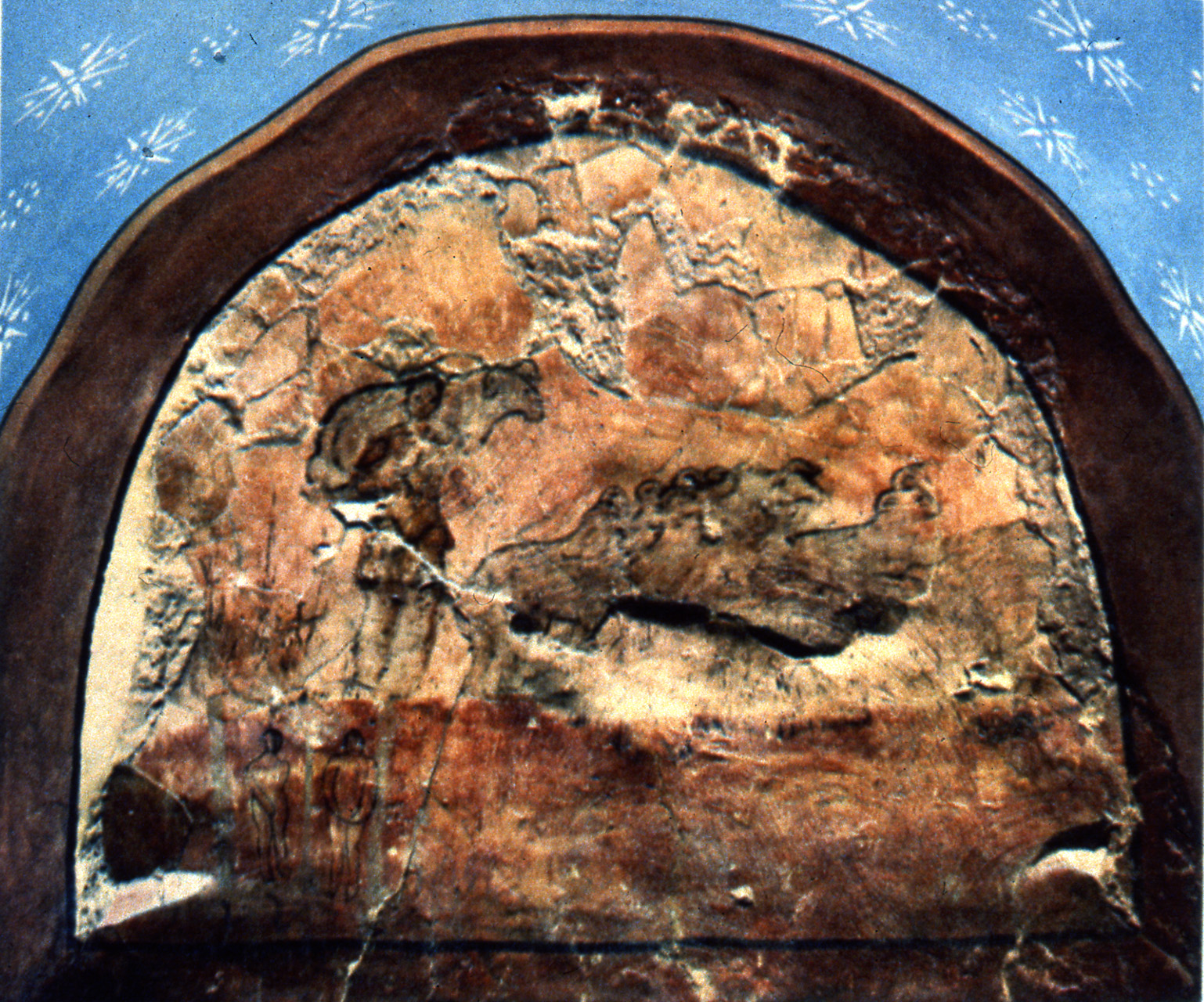
O Bom Pastor.
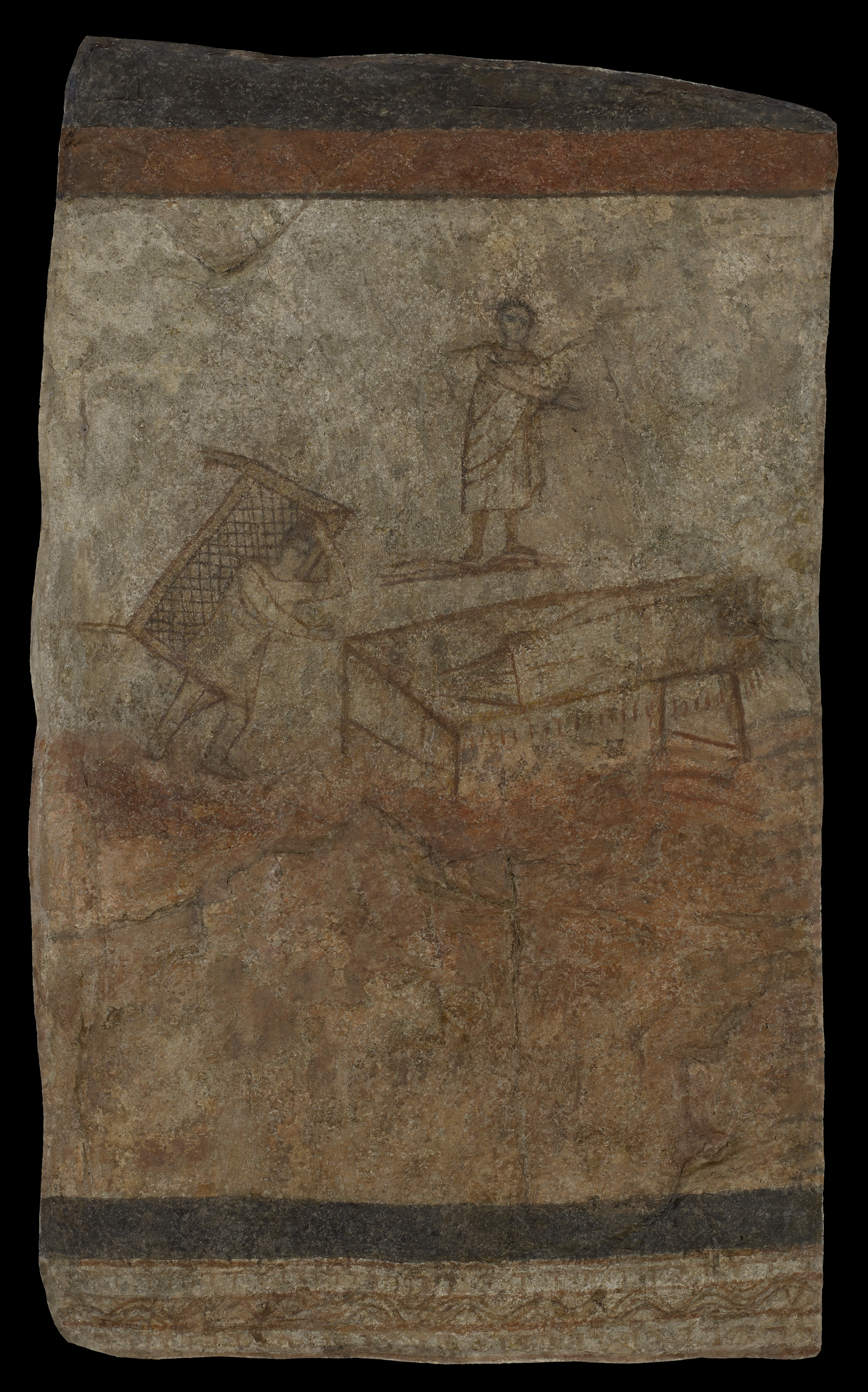
Cura do paralítico.
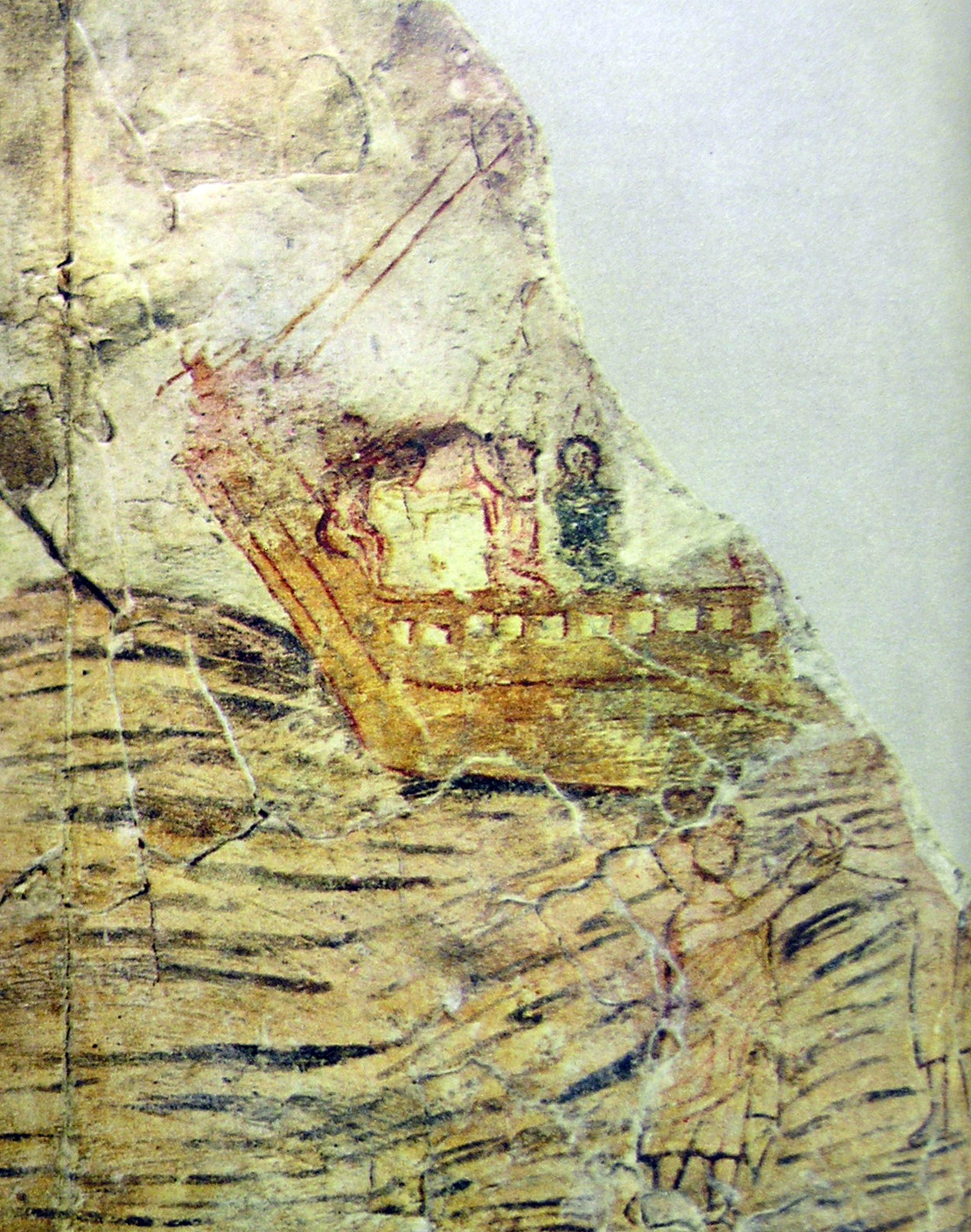
Cristo e Pedro caminham sobre as águas.
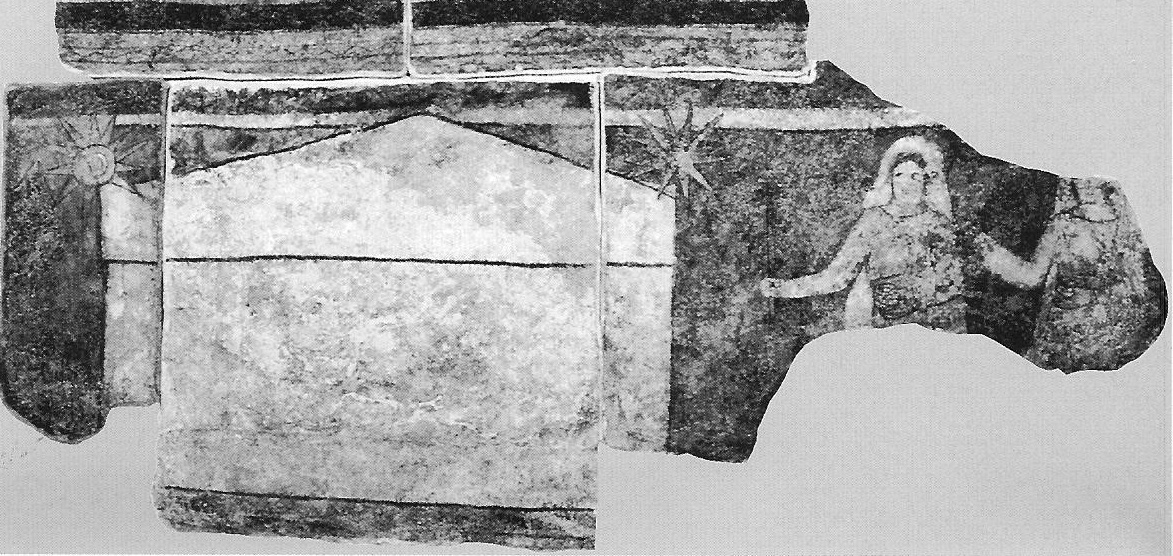
Mulheres no túmulo.
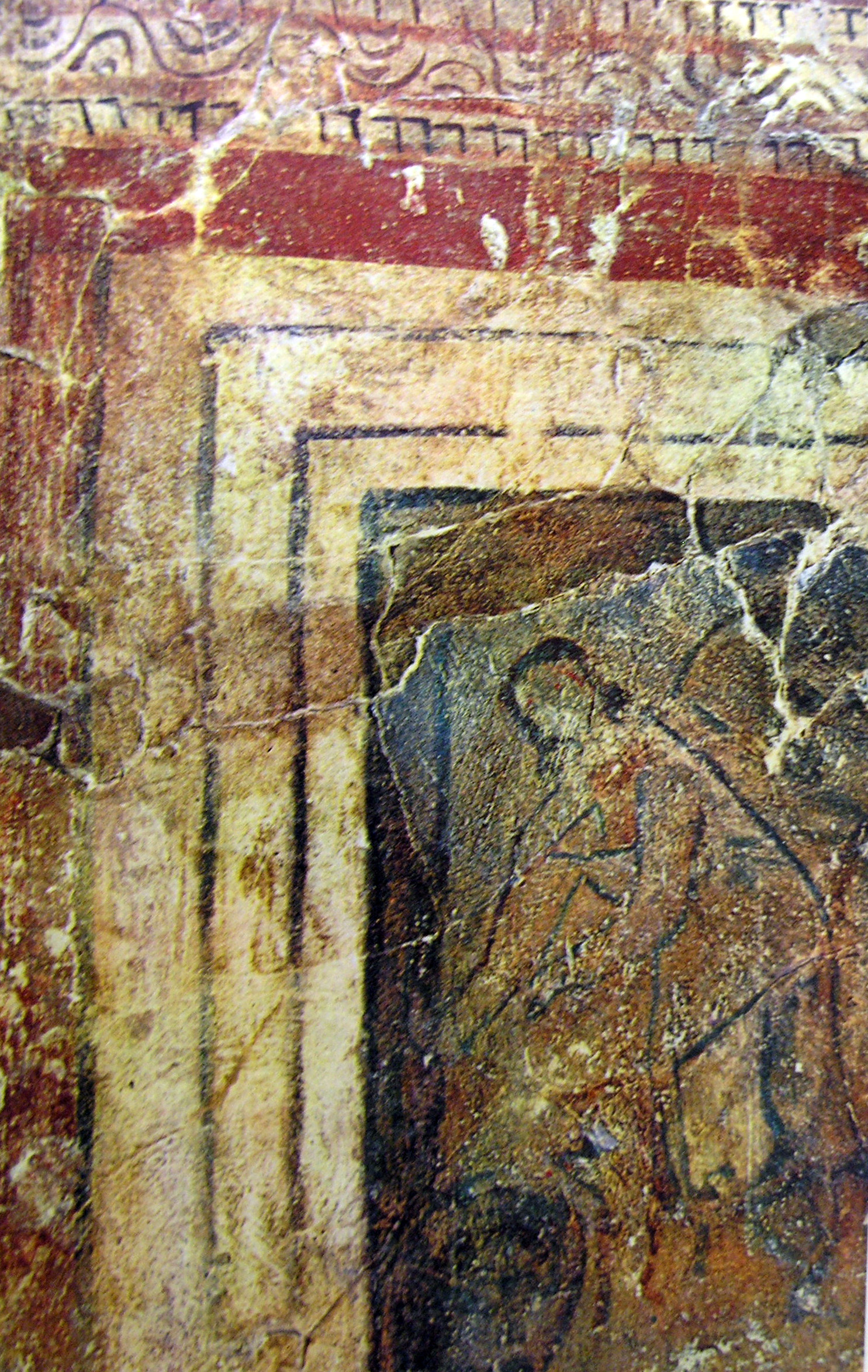
Samaritana no poço.